# هانی نابلسی
هانی نابلسی (انگلیسی: Hani Naboulse؛ زادهٔ ۲۴ ژانویهٔ ۱۹۹۴) [[بازیکن فوتبال اهل فلسطین است.
وی همچنین در تیم ملی فوتبال فلسطین بازی کرده است.